# Ixelles-le-Vicomte
Ixelles-le-Vicomte,, Ixelles-le-Châtelain,, Bas-Ixelles, Ixelles-Bas,, ou simplement Ixelles (en néerlandais : Neder-Elsene) est un des hameaux qui a fusionné pour former la commune d'Ixelles.
Son premier nom fut Ixelles-sous-le-Châtelain.

## Situation
Ixelles-sous-Bruxelles et Ixelles-le-Vicomte se faisaient face l'un à l'autre, séparés par le Maelbeek, Ixelles-sous Bruxelles étant le village à l'est de celui-ci,. Le hameau de Tenbosh faisait partie d'Ixelles-Bas, il forme aujourd'hui le quartier Châtelain.

## Histoire
Ce hameau  dépendait du châtelain de Bruxelles et portait donc le nom d'Ixelles-sous-le-Châtelain. Lorsque celui devint seigneur de Boondael et fut anoblis Vicomte, le hameau changea de nom et devint Ixelles-le-Vicomte. Boondael comme Ixelles-le-Vicomte, ne firent pas partie de la Cuve de Bruxelles.
La création de ce hameau a été encouragée par le duc de brabant Henri Ier, le même qui avait fait fonder l'abbaye de la Cambre, ce qui en fait un des hameaux les plus anciens de la commune. Ce n'est qu'au XIVe siècle que la première chapelle y fut consacrée. En 1590, le village dû être reconstruit après les guerres de religion qui l'avait mis à sac. Le hameau commença alors sa croissance démographique mais resta semblable jusqu'au XIXe siècle.
En 1860, le grand étang d'Ixelles fut asséché pour construire ce qui est actuellement la place Flagey, ce qui va complètement changer le village. L'ancienne église fut détruite et remplacée par une nouvelle : Église Sainte-Croix.